# هاگ پانارو
هاگ پانارو (انگلیسی: Hugh Panaro؛ زادهٔ ۱۹ فوریهٔ ۱۹۶۴) بازیگر و خواننده اهل ایالات متحده آمریکا است.